# Ekshibitionisme
Ekshibitionisme er en parafili, det vil sige en afvigelse fra, hvad der i et givet samfund regnes for normal seksuel adfærd. Ifølge ICD-10 er det en tilbagevendende eller vedholdende tilbøjelighed til at fremvise kønsorganerne over for fremmede (sædvanligvis af modsat køn), eller på offentlige steder, men uden primært at indbyde til eller have hensigt om nærmere kontakt. Handlingen er sædvanligvis, omend ikke altid, ledsaget af seksuel ophidselse og følges ofte af masturbation.